# Галаванов Олександр Георгійович
Олександр Георгійович Галаванов (1902, місто Тифліс, тепер Тбілісі, Грузія — 1986) — радянський діяч органів державної безпеки, полковник, голова Південно-Осетинського облвиконкому. Депутат Верховної Ради СРСР 2-го скликання.

## Біографія
Трудову діяльність розпочав із сімнадцятирічного віку.
Член РКП(б) з 1921 року.
У січні 1924 — 1934 року — в органах ЧК—ДПУ при РНК РСР Грузія.
У 1934 — липні 1935 року — начальник відділення Секретно-політичного відділу УДБ Управління НКВС Закавказької РФСР, начальник відділення Секретно-політичного відділу УДБ Управління НКВС Грузинської РСР.
17 липня 1935 — листопад 1937 року — начальник Управління НКВС по Автономній області Південно-Осетії (Південно-Осетинській автономній області).
У листопаді 1937 — 1938 року — начальник IV-го відділення IV-го відділу УДБ НКВС Грузинської РСР.
У 1938 — 24 квітня 1943 року — начальник II-го відділу УДБ НКВС Грузинської РСР; заступник начальника Секретно-політичного відділу НКВС Грузинської РСР. У травні — 21 липня 1943 року — заступник начальника ІІ-го відділу НКДБ Грузинської РСР.
У липні 1943 — 13 квітня 1948 року — в.о. голови, голова виконавчого комітету Південно-Осетинської обласної ради депутатів трудящих.
Помер у січні 1986 року.

## Звання
- старший лейтенант державної безпеки (13.01.1936)
- капітан державної безпеки (19.07.1939)
- майор державної безпеки (5.05.1942)
- полковник (14.02.1943)

## Нагороди
- орден Леніна (23.05.1952)
- орден Вітчизняної війни І ст. (24.08.1949)
- орден Вітчизняної війни ІІ ст.
- два ордени Трудового Червоного Прапора (1944, 24.02.1946)
- два ордени Червоної Зірки (20.09.1943, 21.02.1945)
- медаль «За оборону Кавказу»
- медаль «За доблесну працю у Великій Вітчизняній війні 1941—1945 рр.»
- медалі
- Знак «Почесний працівник ВНК—ДПУ (XV)»